# Рената Лотарингская
Рената Лотарингская (20 апреля 1544, Нанси — 22 мая 1602, Мюнхен) — представительница Лотарингского дома, в браке — герцогиня Баварии.

## Жизнь
Рената Лотарингская была вторым ребёнком и старшей дочерью герцога Франсуа Лотарингского и его супруги, датской принцессы Кристины.
Рената была красавицей и желанной партией для многих правителей. В 1558 году, после смерти своей первой жены, принц Вильгельм Оранский выразил желание жениться на Ренате. Её матери, принцессе Кристине, понравилась эта возможность, которая стала вполне реальной после Като-Камбрезийского мира. Этот союз был предотвращён королём Испании Филиппом II. Кристина отклонила план кардинала Лотарингии устроить брак между Ренатой и принцем Жуанвиля, а также кандидата, предложенного испанским королём — Хуана Австрийского.
В 1561 году мать Ренаты планировала выдать её за короля Дании Фредерика II. Однако начало скандинавской семилетней войны между Данией и Швецией в 1563 году разрушила эти планы. С 1565 по 1567 год Кристина вела переговоры с шведским королём Эриком XIV о создании союза между Швецией и Данией путём его брака с Ренатой. Кристина хотела завоевать Данию при поддержке Швеции, и Эрик поддержал этот план.
Однако император Священной Римской империи Фердинанд выступил против этого плана из-за разрушительного влияния, которое он мог оказать на соотношение сил среди немецких народов, если бы Саксония (сильный союзник Дании) выступила против притязаний Кристины на трон. Также ей не удалось заручиться поддержкой короля Испании. Запланированный брачный союз между Лотарингией и Швецией был окончательно разрушен, когда Эрик XIV женился на своей незнатной любовнице Карин Монсдоттер в 1567 году.
Наконец, 22 февраля 1568 года Рената вышла замуж за своего троюродного брата по отцовской линии и двоюродного брата по материнской линии Вильгельма, наследного принца Баварии. 18-дневные свадебные гуляния в Мюнхене были очень пышными и замысловатым. В нём приняли участие около пяти тысяч всадников, а музыку сочинил Орландо де Лассо.
Несмотря на их роскошную свадьбу и статус, Рената вместе с мужем вели скромную жизнь, занимаясь благотворительностью. Они покинули Мюнхенскую резиденцию и жили в иезуитском Kollegienbau к западу от Мюнхена. Рената заботилась о больных, бедных и религиозных паломниках, в чём её полностью поддерживал муж. После того, как он унаследовал герцогство в 1579 году, Рената стала проводить бо́льшую часть времени в Herzogspitalkirche в Мюнхене, основанном в 1555 году её свёкром.
Рената умерла в Мюнхене в возрасте 58 лет. Её могила находится в церкви Святого Михаила в Мюнхене, освящение которой стало наиважнейшим событием в жизни супругов. Люди почитали её как святую, однако её никогда не канонизировали. Её муж, отрёкшийся от престола в 1597 году, пережил Ренату на 24 года; он скончался в 1626 году.
Все нынешние монархи трёх скандинавских государств (король Норвегии Харальд V, король Швеции Карл XVI Густав и королева Дании Маргрете II) являются прямыми потомками Ренаты.

## Дети
1. Кристоф (род. и ум. 1570)
2. Кристина (1571—1580)
3. Максимиллиан I (1573—1651) — герцог Баварии с 1597, курфюрст Баварии с 1623 года.
4. Мария Анна (1574—1616) — первая супруга германского императора Фердинанда II.
5. Филипп Вильгельм (22 сентября 1576 — 18 мая 1598) — архиепископ Регенсбурга с 1595 года, кардинал с 1597 года.
6. Фердинанд (6 октября 1577 — 13 сентября 1650) — архиепископ Кёльнский.
7. Элеонора Магдалена (1578—1579)
8. Карл (1580—1587)
9. Альбрехт VI (26 февраля 1584 — 5 июля 1666), герцог Баварско-Лейхтенбергский
10. Магдалена (4 июля 1587 — 25 сентября 1628); муж: с 1613 Вольфганг Вильгельм (4 ноября 1578 — 20 марта 1653), пфальцграф Нойбурга с 1614 года, герцог Юлиха и Берга с 1614 года.